# دانیل ژرار
دانیل ژرار (فرانسوی: Danyel Gérard‎؛ زادنام ژرار دانیل خرلاکیان (ارمنی: Ժերար Դանիել Խերլարյան؛ زادهٔ ۷ مارس ۱۹۳۹) یک خواننده موسیقی پاپ و آهنگساز فرانسوی ارمنی‌تبار است.

## زندگی‌نامه
ژرار با نام اصلی ژرار دانیل خرلاکیان در پاریس، فرانسه از پدری ارمنی و مادری ایتالیایی به دنیا آمد؛ ولی عمدتاً در ریو دو ژانیرو، برزیل بزرگ شد. در سال ۱۹۵۳ وی به پاریس بازگشت و در کلیسای نوتردام پاریس choir boy شد. متعاقباً وی در گروه راک اند رول «The Dangers» به نوازندگی پرداخت. در سال ۱۹۵۸ وی نخستین آثار خویش تحت عناوین «Viens» و «D'où reviens-tu Billy Boy» را ضبط نمود.